# Reussbrücke Rottenschwil–Unterlunkhofen
Die Reussbrücke Rottenschwil–Unterlunkhofen ist eine Strassenbrücke über die Reuss im Schweizer Kanton Aargau. Die Brücke liegt auf dem Gebiet der Gemeinden Rottenschwil (linke Flussseite) und Unterlunkhofen (rechte Flussseite).

## Konstruktion
Die zweijochige stählerne Fachwerkbrücke mit Spannweiten von 2 × 39 m wurde 1907 gebaut. Im Lauf der Jahrzehnte ist die Brücke mehrmals saniert worden. Die Brücke wurde 2003 vollständig renoviert. Bei der Sanierung der Brücke wurde auch die Fahrbahn um 1,20 Meter angehoben. Aus Gründen der Verkehrssicherheit wurde flussabwärts zusätzlich ein Betonsteg für Fussgänger und Velofahrer erstellt.

## Geschichte
Die mindestens seit 1312 bestehende Fähre über die Reuss wurde 1907 durch die heutige Brücke ersetzt.

## Status
Das Bauwerk ist denkmalgeschützt und Teil der Kulturgüter von Rottenschwil.

## Nutzung
Die Strassenbrücke hat nur eine Fahrspur. Der Motorfahrzeugverkehr aus Richtung Rottenschwil hat Vortritt vor dem Gegenverkehr.

## Naturschutzgebiet
Das Gebiet bei der Brücke ist im Bundesinventar der Landschaften und Naturdenkmäler von nationaler Bedeutung (BLN) aufgeführt.
Das Bauwerk befindet sich im Smaragd-Gebiet Reusstal.
Flussaufwärts befindet sich das national geschützte Auengebiet Still Rüss-Rickenbach.

## Briefmarke
Die Schweizerische Post gab 2003 eine Pro-Patria-Briefmarke mit dem Sujet der Brücke heraus.